# Таборинка (приток Тавды)
Таборинка — река в Свердловской области России.
Длина — 137 км, площадь водосборного бассейна — 1390 км².
Берёт начало из болота на западе Таборинского района. Протекает в восточном направлении. Впадает в реку Тавду в 369 км от её устья по правому берегу.
На реке расположены село Таборы и деревня Антоновка.
Ширина реки в нижнем течении — 15—30 м, глубина — 1,2—1,5 м, скорость течения — 0,3—0,4 м/с. По данным наблюдений с 1949 по 1978 год среднегодовой расход воды в 34 км от устья составляет 4,18 м³/с, наибольший расход приходится на май, наименьший — на март:
| Средний расход воды (м³/с) реки Таборинка по месяцам с 1949 по 1978 гг. (замеры производились на гидрологическом посту в 34 км от устья) |

## Притоки
(указано расстояние от устья)
- Шишинка (пр)
- 35 км: Утья (пр)
- 68 км: Чонга (пр)

## Данные водного реестра
По данным государственного водного реестра России и геоинформационной системы водохозяйственного районирования территории РФ, подготовленной Федеральным агентством водных ресурсов:
- Бассейновый округ — Иртышский
- Речной бассейн — Иртыш
- Речной подбассейн — Тобол
- Водохозяйственный участок — Тавда от истока до устья, без реки Сосьвы от истока до водомерного поста деревни Морозково